# Olympische Sommerspiele 1964/Hockey
Bei den XVIII. Olympischen Spielen 1964 in Tokio wurde ein Wettbewerb im Hockey (Herren) ausgetragen.

## Turniermodus
Die 15 Teilnehmer spielten in 2 Gruppen (in Klammern die Setzliste):
- Gruppe A: Pakistan (1), Großbritannien (4), Kenia (5), Australien (8), Japan (9), Neuseeland (12), Rhodesien (13)
- Gruppe B: Indien (2), Spanien (3), Deutschland (6), Niederlande (7), Belgien (10), Malaysia (11), Kanada (14), Hongkong (15)

Die beiden Gruppenersten qualifizierten sich für das Halbfinale (1.A – 2.B und 1.B – 2.A), die Gruppendritten und -vierten spielten ebenfalls über Kreuz, die beiden Sieger um Platz 5. Ein Spiel um Platz 7 fand nicht statt.
Das Turnier war für 16 Teilnehmer geplant. Polen sagte ab und wurde durch Hongkong ersetzt. Ägypten zog ebenfalls zurück und sollte durch Indonesien ersetzt werden. Der kurzfristige Rückzug („premature departure“) Indonesiens reduzierte das Feld auf 15 Teilnehmer.

## Deutsche Mannschaft
Die Deutsche Hockey-Mannschaft wurde (als Teil der gesamtdeutschen Mannschaft) von der DDR gestellt, die die innerdeutsche Ausscheidung gewonnen hatte. Das erste Spiel am 31. Mai 1964 in Berlin gewann die BRD 4:2, das Rückspiel in Jena am 14. Juni die DDR mit 1:0. Das Torverhältnis spielte zu diesen Zeiten noch keine Rolle, deshalb wurden zwei weitere Spiele vereinbart. Am 1. Juli in Jena gewann die DDR erneut 1:0 und das Rückspiel am 5. Juli in Berlin endete 2:2 unentschieden. Damit hatte sich die Mannschaft der DDR qualifiziert.
Das hatte Folgen: nunmehr stellte die DDR die Mehrzahl der Teilnehmer der gemeinsamen Mannschaft und stellte mit Manfred Ewald den Chef der Mission.

## Gruppe A
| Pakistan dominierte die Gruppe und gewann alle 6 Spiele. Den zweiten Qualifikationsplatz für das Halbfinale gewann Australien. |       |                             |           |  |
| 11. Oktober | 10:00 | Kenia – Rhodesien           | 0:0       |  |
| 11. Oktober | 11:40 | Pakistan – Japan            | 1:0 (1:0) |  |
| 11. Oktober | 14:15 | Großbritannien – Australien | 0:7 (0:5) |  |
| 12. Oktober | 10:00 | Pakistan – Kenia            | 5:2 (2:2) |  |
| 12. Oktober | 11:40 | Großbritannien – Neuseeland | 0:2 (0:1) |  |
| 12. Oktober | 11:40 | Australien – Rhodesien      | 3:0 (2:0) |  |
| 13. Oktober | 10:00 | Großbritannien – Rhodesien  | 4:1 (2:0) |  |
| 13. Oktober | 10:00 | Australien – Japan          | 3:1 (1:0) |  |
| 13. Oktober | 11:40 | Kenia – Neuseeland          | 3:2 (2:1) |  |
| 15. Oktober | 10:00 | Pakistan – Großbritannien   | 1:0 (0:0) |  |
| 15. Oktober | 11:40 | Kenia – Australien          | 1:0 (1:0) |  |
| 15. Oktober | 11:40 | Japan – Neuseeland          | 1:0 (1:0) |  |
| 16. Oktober | 10:00 | Australien – Neuseeland     | 2:1 (1:0) |  |
| 16. Oktober | 10:00 | Kenia – Japan               | 0:2 (0:1) |  |
| 16. Oktober | 11:40 | Pakistan – Rhodesien        | 6:0 (4:0) |  |
| 18. Oktober | 10:00 | Großbritannien – Kenia      | 0:1 (0:1) |  |
| 18. Oktober | 14:15 | Japan – Rhodesien           | 2:1 (1:0) |  |
| 18. Oktober | 14:15 | Pakistan – Neuseeland       | 2:0 (1:0) |  |
| 19. Oktober | 11:40 | Großbritannien – Japan      | 1:0 (0:0) |  |
| 19. Oktober | 11:40 | Pakistan – Australien       | 2:1 (1:1) |  |
| 19. Oktober | 11:40 | Neuseeland – Rhodesien      | 1:2 (0:0) |  |

| Tabelle Gruppe A | Tabelle Gruppe A | Tabelle Gruppe A | Tabelle Gruppe A | Tabelle Gruppe A |
| Platz            | Team             | Spiele           | Tore             | Punkte           |
| ---------------- | ---------------- | ---------------- | ---------------- | ---------------- |
| 1.               | Pakistan         | 6                | 17:03            | 12               |
| 2.               | Australien       | 6                | 16:05            | 8                |
| 3.               | Kenia            | 6                | 07:09            | 7                |
| 4.               | Japan            | 6                | 06:06            | 6                |
| 5.               | Großbritannien   | 6                | 05:12            | 4                |
| 6.               | Rhodesien        | 6                | 04:16            | 3                |
| 7.               | Neuseeland       | 6                | 06:10            | 2                |

## Gruppe B
| In der Gruppe B waren Deutschland und Niederlande, sowie Malaysia und Belgien punktgleich. Für Deutschland entschied der direkte Vergleich, für Malaysia das eine mehr geschossene Tor. |       |                           |           |  |
| 11. Oktober | 10:00 | Spanien – Niederlande     | 1:1 (1:0) |  |
| 11. Oktober | 11:40 | Malaysia – Hongkong       | 4:1 (3:1) |  |
| 11. Oktober | 11:40 | Deutschland – Kanada      | 5:1 (4:0) |  |
| 11. Oktober | 14:50 | Indien – Belgien          | 2:0 (0:0) |  |
| 12. Oktober | 10:00 | Indien – Deutschland      | 1:1 (1:0) |  |
| 12. Oktober | 11:40 | Belgien – Hongkong        | 2:0 (2:0) |  |
| 12. Oktober | 14:15 | Niederlande – Kanada      | 5:0 (3:0) |  |
| 12. Oktober | 14:15 | Spanien – Malaysia        | 3:0 (2:0) |  |
| 14. Oktober | 10:00 | Hongkong – Kanada         | 1:2 (0:0) |  |
| 14. Oktober | 10:00 | Deutschland – Niederlande | 1:0 (0:0) |  |
| 14. Oktober | 11:40 | Belgien – Malaysia        | 3:3 (1:1) |  |
| 14. Oktober | 11:40 | Indien – Spanien          | 1:1 (0:0) |  |
| 15. Oktober | 10:00 | Spanien – Kanada          | 3:0 (0:0) |  |
| 15. Oktober | 10:00 | Niederlande – Belgien     | 4:0 (1:0) |  |
| 15. Oktober | 14:15 | Deutschland – Malaysia    | 0:0       |  |
| 15. Oktober | 14:15 | Indien – Hongkong         | 6:0 (1:0) |  |
| 17. Oktober | 10:00 | Belgien – Kanada          | 5:1 (1:1) |  |
| 17. Oktober | 10:00 | Indien – Malaysia         | 3:1 (1:0) |  |
| 17. Oktober | 11:40 | Niederlande – Hongkong    | 7:0 (4:0) |  |
| 17. Oktober | 11:40 | Deutschland – Spanien     | 1:1 (0:0) |  |
| 18. Oktober | 10:00 | Niederlande – Malaysia    | 2:0 (0:0) |  |
| 18. Oktober | 11:40 | Indien – Kanada           | 3:0 (1:0) |  |
| 18. Oktober | 11:40 | Spanien – Hongkong        | 4:0 (1:0) |  |
| 18. Oktober | 11:40 | Deutschland – Belgien     | 0:0       |  |
| 19. Oktober | 10:00 | Deutschland – Hongkong    | 1:1 (0:1) |  |
| 19. Oktober | 10:00 | Malaysia – Kanada         | 3:1 (1:1) |  |
| 19. Oktober | 10:00 | Spanien – Belgien         | 3:0 (2:0) |  |
| 19. Oktober | 14:15 | Indien – Niederlande      | 2:1 (1:0) |  |

| Tabelle Gruppe B | Tabelle Gruppe B | Tabelle Gruppe B | Tabelle Gruppe B | Tabelle Gruppe B |
| Platz            | Team             | Spiele           | Tore             | Punkte           |
| ---------------- | ---------------- | ---------------- | ---------------- | ---------------- |
| 1.               | Indien           | 7                | 18:04            | 12               |
| 2.               | Spanien          | 7                | 16:03            | 11               |
| 3.               | Deutschland      | 7                | 09:04            | 9                |
| 4.               | Niederlande      | 7                | 20:04            | 9                |
| 5.               | Malaysia         | 7                | 11:13            | 6                |
| 6.               | Belgien          | 7                | 10:13            | 6                |
| 7.               | Kanada           | 7                | 05:25            | 2                |
| 8.               | Hongkong         | 7                | 03:26            | 1                |

## Halbfinale
| 21. Oktober | 10:00 | Kenia – Niederlande | 3:1 n. V. (1:1, 0:1) | Platz 5 – 8 |
| 21. Oktober | 12:00 | Deutschland – Japan | 5:1 (3:1)            | Platz 5 – 8 |
| 21. Oktober | 12:15 | Pakistan – Spanien  | 3:0 (1:0)            | Halbfinale  |
| 21. Oktober | 13:55 | Indien – Australien | 3:1 (3:1)            | Halbfinale  |

## Finale
| 22. Oktober | 13:55 | Kenia – Deutschland  | 0:3 (0:1)            | um Platz 5 |
| 23. Oktober | 12:15 | Australien – Spanien | 3:2 n. V. (2:2, 1:0) | um Platz 3 |
| 23. Oktober | 14:20 | Pakistan – Indien    | 0:1 (0:0)            | Endspiel   |

| Rangliste | Rangliste      |
| Platz     | Team           |
| --------- | -------------- |
| 1.        | Indien         |
| 2.        | Pakistan       |
| 3.        | Australien     |
| 4.        | Spanien        |
| 5.        | Deutschland    |
| 6.        | Kenia          |
| 7.        | Niederlande    |
| 7.        | Japan          |
| 9.        | Großbritannien |
| 9.        | Malaysia       |
| 9.        | Rhodesien      |
| 9.        | Belgien        |
| 9.        | Neuseeland     |
| 9.        | Kanada         |
| 9.        | Hongkong       |

## Medaillengewinner
| | | | 4 |
| Indien | Pakistan | Australien | Spanien |
| --- | --- | --- | --- |
| Rajendra Christy Harbinder Singh Hari Pal Kaushik Shankar Laxman Mohinder Lal Bandu Patil V. John Peter Ali Sayeed Balbir Singh Charanjit Singh Darshan Singh Dharam Singh Gurbux Singh Jagjit Singh Joginder Singh Prithipal Singh Rajinder Singh Udham Singh | Muhammad Manna Anwar Ahmad Munir Ahmad Dar Zafar Ahmad Saeed Anwar Muhammad Asad Malik Manzoor Hussain Atif Khursid Azam Tariq Aziz Zaka Din Abdul Hamid II Zafar Hayat Khalid Mahmood Khizar Nawaz Tariq Niazi Muhammad Rashid Motih Ullah | Mervyn Crossman Paul Dearing Raymond Evans Brian Glencross Robin Hodder Donald Martin John McBryde Donald McWatters Patrick Nilan Eric Pearce Julian Pearce Desmond Piper Donald Smart Anthony Waters Graham Wood | Jonas Alvear Francisco Amat Jaime Amat Pedro Amat Juan Angel Calzado José Colomer Carlos Del Coso Jose Antonio Dinares Eduardo Dualde Jaime Echevarria Jose Antonio Garcia Ignacio Macaya Antonio Nogués Julio Solaun Luis María Usoz Narciso Ventalló Santiago Ventallo Jorge Vidal |

## Team Deutschland
| Deutschland |
| --- |
| Klaus Bahner Horst Brennecke Horst Dahmlos Dieter Ehrlich Karl-Heinz Freiberger Reiner Hanschke Adolf Krause Lothar Lippert Frank Mäusert Jochen Opitz Dieter Richter Hans-Dietrich Sasse Rainer Stephan Axel Thieme Klaus Träumer Klaus Vetter Rolf Westphal Klaus Wowra |